# Schizophrénie infantile
La schizophrénie infantile, est une forme de schizophrénie issue du concept de « démence précocissime », a été décrite pour la première fois en 1933 par l'américain Howard Potter de l'institut psychiatrique de New York. Cette dénomination a par la suite été abandonnée aux États-Unis, notamment en raison de confusions avec l'autisme, au profit du concept de « schizophrénie précoce ».

## Histoire
Au début du XXe siècle, plusieurs auteurs, notamment Eugène Bleuler, pensent qu'il existe des formes précoces de schizophrénie.
En 1933, le psychiatre Howard Potter décrit un certain nombre de symptômes sous le nom de « childhood schizophrenia » : un déficit dans le rapport émotionnel, des troubles du développement du langage, une diminution affective, et un comportement étrange avec tendance à la persévération et aux stéréotypies. Il observe notamment un enfant répétant le même vocable sur un ton monotone, et semblant indifférent à l'attention d'autrui. Ces observations sont très proches de celles qui constitueront plus tard les troubles du spectre de l'autisme.
Une divergence d'idées avec la conclusion théorique de ces observations, à savoir un début de schizophrénie à évolution psychodynamique, conduit Leo Kanner à s'opposer aux conclusions de Despert.
La notion de schizophrénie infantile donne celle de « psychose infantile ». En 1971 et 1972, Kolvin et Rutter différencient la schizophrénie infantile de la psychose infantile, estimant dans leurs travaux que la schizophrénie infantile présente toutes les caractéristiques des schizophrénies d'adultes, ce qui n'est pas le cas de la psychose infantile.
La notion de « schizophrénie infantile » a depuis été abandonnée dans la littérature médicale, au profit de celle de schizophrénie à « début précoce » (avant 18 ans) ou « très précoce » (avant 13 ans).